# Денисова, Людмила Леонтьевна
Людми́ла Лео́нтьевна Дени́сова (укр. Людмила Леонтіївна Денісова; род. 6 июля 1960, Архангельск) — украинский политик, государственный деятель и народный депутат Украины V—VIII созывов. С 15 марта 2018 по 31 мая 2022 года — омбудсмен.

## Биография
Людмила Леонтьевна Денисова, урождённая Анкудинова, родилась 6 июля 1960 года в Архангельске. По национальности — русская. Окончила Архангельское педагогическое училище в 1978 году по специальности «воспитатель детского сада». В 1989 году окончила юридический факультет Ленинградского государственного университета и Таврический институт предпринимательства и права по специальности «учёт и аудит». С 1980 до 1989 года — секретарь судебного заседания, заведующая канцелярией, консультант Архангельского областного суда.
В 1989 году переехала в Крымскую область — в Симферополь, и стала юрисконсультом Крымского обкома ЛКСМ Украинской ССР. С 1991 по 1998 год работала в Крымском республиканском управлении Пенсионного фонда Украины, исполняла обязанности начальника управления фонда.
В 1998 году Людмила Денисова стала министром экономики Автономной Республики Крым. В том же году заняла должность министра финансов в крымском правительстве. В 2000 году прокуратура задержала её «за злоупотребление служебным положением». Вскоре дело было закрыто. В 2000 году избиралась депутатом Верховного Совета Крыма III созыва. Сначала выборы в крымский парламент по 39-му округу Симферополя, в котором победила министр финансов Крыма Людмила Денисова, были признаны недействительными.
С 2001 по 2002 год — начальник управления Госказначейства в АРК. Была заместителем председателя движения «Прозрачная власть». Три года возглавляла наблюдательный совет корпорации «Гуматекс». Член партии Всеукраинское объединение «Батькивщина» Юлии Тимошенко (БЮТ) с 2005 года. Людмила Денисова первый заместитель крымской республиканской организации. На парламентских выборах 2006 года избрана в Верховную раду V созыва по списку БЮТ (№ 115). В рейтинге «50 самых влиятельных крымчан», составленном журналом «Фокус», Людмила Денисова заняла 36-е место. В 2007 году получила депутатский мандат в ВР VI созыва по списку Блока Юлии Тимошенко (№ 71). В 2007 году в рейтинге «100 самых влиятельных женщин Украины», составленном журналом «Фокус», заняла 71-ю позицию. 18 декабря 2007 года Верховная рада назначила Людмилу Денисову министром труда и социальной политики. Потеряла должность 11 марта 2010 года в связи с отставкой Кабмина Тимошенко после победы на президентских выборах Виктора Януковича.
Денисова возглавляла избирательный список «Батькивщины» на крымских парламентских выборах в октябре 2010 года, но партия не смогла преодолеть проходной барьер.
Людмила Денисова была под № 38 в избирательном списке из «Батькивщины» на парламентских выборах 2012 года. Она была переизбрана в Верховную раду и стала председателем подкомитета по вопросам государственного социального страхования, развития социального диалога и деятельности объединений граждан сторон социального диалога Комитета по вопросам социальной политики и труда.
27 августа 2014 года вышла из «Батькивщины». 26 октября 2014 года на парламентских выборах 2014 года по списку партии Народный фронт Турчинова и Яценюка прошла в Верховную раду.
С 27 февраля по 2 декабря 2014 года — министр социальной политики в правительстве Арсения Яценюка. С 4 декабря — председатель комитета по вопросам социальной политики и пенсионеров Верховной рады.
В июле 2017 года Денисову избрали заместителем главы Парламентской ассамблеи Черноморского экономического сотрудничества.
15 марта 2018 года Людмила Денисова назначена Уполномоченным Верховной Рады Украины по правам человека.
13 июня 2018 года начала поездку в Россию для посещения граждан Украины, находящихся в тюрьмах РФ. Она также провела встречу с омбудсменом Российской Федерации Т. Н. Москальковой.
20 августа 2021 года Людмила Денисова попала под санкции, введённые Россией против украинских официальных лиц.

### «Горячая линия» об изнасилованиях
В апреле 2022 года, во время вторжения России на Украину, офисом омбудсмена Денисовой была запущена специальная «горячая линия» психологической помощи, совместная с ЮНИСЕФ. Утверждалось, что на линии работало 5 профессиональных психологов. По словам источника «Украинской правды» в офисе омбудсмена, «специальная линия» отличалась от деятельности других подразделений офиса своей непрозрачностью — неизвестны количество звонков, фиксировались ли они, кто работал на линии и какую помощь оказывал.
Офис омбудсмена сообщил, что с 1 по 14 апреля поступило 400 звонков от жертв сексуального насилия со стороны российских военных. Денисова и её дочь Александра Квитко, работавшая психологом «горячей линии» офиса омбудсмена, сообщали жуткие истории изнасилований — например, про групповые надругательства над девушками на глазах у матерей, изнасилование малышей и младенцев чайной ложкой или свечой.
Сотрудники прокуратуры не смогли подтвердить сообщения Денисовой об изнасилованиях детей — у них были подтверждённые данные только об одном таком случае, а Денисова «рассказывала всё новые и новые истории». Журналисты также не смогли подтвердить истории, рассказанные Денисовой.
Денисову вызывали на допросы в качестве свидетеля, чтобы узнать источник её информации. На первом допросе она его не сообщила, на втором, незадолго до своего увольнения, Денисова признала, что узнавала об изнасилованиях от своей дочери, Александры Квитко, при этом «не смогла вспомнить», говорила ли с другими психологами «горячей линии». Александра Квитко во время допросов заявляла, что за полтора месяца её «горячая линия» приняла около 1040 звонков. Однако, когда прокуроры взяли официальную выписку, оказалось, что за всё время на телефон «горячей линии» поступило 92 звонка. На допросах Квитко не смогла сообщить никаких деталей: кто ей звонил, к каким врачам она направляла жертв, однако упомянула, что истории про изнасилования передавала своей матери «за чаепитием».
По данным «Украинской правды», на допросе Денисова объяснила прокурорам, что «рассказывала эти жуткие истории, потому что хочет победы для Украины». Также изданием утверждается, что на расспросы коллег по офису омбудсмена Денисова отвечала «Мы работаем на информационном фронте».
В конце мая почти пятьдесят женщин, работающих в украинских СМИ, написали обращение к Денисовой, в котором призвали её публиковать только проверенную информацию, тщательно выбирать слова и избегать изложения излишних деталей преступлений. Однако со стороны украинских журналистов и читателей также были обвинения и в адрес «Украинской правды», а автор статьи, журналистка Соня Лукашова, была внесена в списки украинского сайта «Миротворец». Позже «Украинская правда» в статье о Денисовой заявила, что не подвергает сомнению то, что «российские войска совершают в Украине изнасилования», но «ложные истории об этом только сыграют на руку врагу».
31 мая 2022 года Верховная рада уволила Денисову с должности Уполномоченного по правам человека.

## Семья
У Людмилы Денисовой две дочки — Елена (1985) и Александра (1987).

## Награды и звания
- Почётная грамота Совета министров АР Крым (2000).
- Благодарность президента Украины (2000).
- Наградное оружие — пистолет «Форт-9»[11].
- Орден «За заслуги» ІІІ степени (2019)[12].